# Moravița
Moravița is een gemeente in het Roemeense district Timiș en ligt in de regio Banaat in het westen van Roemenië. De gemeente telt 2428 inwoners (2005).

## Geografie
De oppervlakte van Moravița bedraagt 84,78 km², de bevolkingsdichtheid is 29 inwoners per km².
De gemeente bestaat uit de volgende dorpen: Dejan, Gaiu Mic, Moravița, Stamora Germană.

## Demografie
Van de 2393 inwoners in 2002 zijn 2089 Roemenen, 120 Hongaren, 52 Duitsers, 63 Roma's en 69 van andere etnische groepen.
Onderstaande figuur toont het verloop van het inwoneraantal vanaf 1880.

## Politiek
De burgemeester van Moravița is Ion Fiștea (PSD).

## Geschiedenis
In 1332 werd Moravița officieel erkend.
De historische Hongaarse en Duitse namen zijn respectievelijk Temesmóra en Morawitz. In 1775 werd de plaats door Duitse kolonisten uit het Saarland en Lotharingen bevolkt. Vanaf dat moment was het vooral een Duitstalig gemeente. Nog tijdens de volkstelling van 1930 woonden er een kleine 3000 Duitsers op en bevolking van 4000. In de Eerste Wereldoorlog was bepaald dat het gebied niet meer tot Oostenrijk-Hongarije maar tot Roemenië zou behoren. In 1945 werden de Duitse mannen in het Duitse leger opgenomen. Na het eind van de oorlog werd de Duitse bevolking naar Rusland en naar strafkampen in Roemenië afgevoerd.
Balinț · Banloc · Bara · Bârna · Beba Veche · Becicherecu Mic · Belinț · Bethausen · Biled · Birda · Bogda · Boldur · Brestovăț · Cărpiniș · Cenad · Cenei · Checea · Chevereșu Mare · Comloșu Mare · Coșteiu · Criciova · Curtea · Darova · Denta · Dudeștii Noi · Dudeștii Vechi · Dumbrava · Dumbrăvița · Fibiș · Fârdea · Foeni · Gavojdia · Ghilad · Ghiroda · Ghizela · Giarmata · Giera · Giroc · Giulvăz · Gottlob · Iecea Mare · Jamu Mare · Jebel · Lenauheim · Liebling · Lovrin · Margina · Mașloc · Mănăștiur · Moravița · Moșnița Nouă · Nădrag · Nițchidorf · Ohaba Lungă · Orțișoara · Parța · Pădureni · Peciu Nou · Periam · Pietroasa · Pișchia · Racovița · Remetea Mare · Sacoșu Turcesc · Saravale · Satchinez · Săcălaz · Secaș · Sânandrei · Sânmihaiu Român · Sânpetru Mare · Șag · Şandra · Știuca · Teremia Mare · Tomești · Tomnatic · Topolovățu Mare · Tormac · Traian Vuia · Uivar · Valcani · Variaș · Victor Vlad Delamarina · Voiteg